# Антиок (Илиноис)
Антиок (енгл. Antioch) град је у америчкој савезној држави Илиноис.

## Демографија
По попису из 2010. године број становника је 14.430, што је 5.642 (64,2%) становника више него 2000. године.
| Група             | 2000.         | 2010.          |
| Белци             | 8.098 (92,1%) | 11.972 (83,0%) |
| Афроамериканци    | 94 (1,1%)     | 444 (3,1%)     |
| Азијати           | 102 (1,2%)    | 538 (3,7%)     |
| Хиспаноамериканци | 388 (4,4%)    | 1.231 (8,5%)   |
| Укупно            | 8.788         | 14.430         |